# لاماچهره
لاماچهره (نام علمی: Eulamaops parallelus) نام یک گونه از انقراض است.